# Sabo Romo
Salvador Romo López-Guerrero(Ciudad de México, 12 de marzo de 1963) es un bajista, compositor y productor mexicano de la banda de rock alternativo Caifanes y Jaguares.
Interesado en la música desde su infancia, fue baterista, escribió canciones y cantó en su primera banda. A los 18 años comenzó a tocar el bajo eléctrico y formó Manhattan, una banda de jazz, y después Ruido Blanco con el periodista y músico Oscar Sarquiz, quien le presentó a Sabo a Guillermo Briseño (músico y poeta) y Ricardo Ochoa (músico y productor), iniciando la grabación y producción de varios discos y giras a mediados de los años 80.
Antes de unirse a Caifanes fue bajista con el grupo Taxi junto con Manolo Ortiz, Pepe Aranda y Rip Sick de esa banda se recuerda el tema "Estoy perdido"
Romo fue uno de los fundadores de Caifanes en 1987, grabando tres álbumes con BMG y participando con ellos en giras alrededor del mundo. Fue productor de Aleks Syntek, Benny Ibarra, Ely Guerra, Gandhi, Moenia, Tania Libertad, Jaguares, y vendió 10 millones de copias.
Romo editó con BMG su propia compañía discográfica, llamada «Mulata Records» y lanzó su primer álbum como solista en 1996: SSS. Participó en giras con Adrian Belew, Stewart Copeland y Andy Summers (The Police), Miguel Mateos, Charly García, Soda Stereo. En el mes de abril de 2011 se reúne con Caifanes en el masivo "Vive latino", en el Foro Sol de la Ciudad de México.

### Problemas de salud y ataque
El 19 de febrero de 2010, Romo sufrió un ataque al corazón y se recuperó con éxito.
En 2015 fue invitado al concierto del 25 aniversario de Rostros Ocultos en Guadalajara. Después de un ensayo para ese evento sufrió otro ataque al corazón por lo que tuvo que ser hospitalizado.

## Discografía

### Guillermo Briseño
- Esta Valiendo...El Corazón (1986)

### Caifanes
- Caifanes (1988)
- El Diablito (1990)
- El Silencio (1992)
- Heridos (2019)

### Aleks Syntek y la Gente Normal
- Más fuerte de lo que pensaba (1994)
- Bienvenido a la vida (1995)
- Lugar secreto (1997)

### Sabo Romo
- SSS (1996)

### Jaguares
- Bajo el azul de tu misterio (1999)

### Rock en tu idioma Sinfónico
- Rock en tu Idioma Sinfónico vol. I (2015)
- Rock en tu Idioma Sinfónico vol. II (2017)

#### Colaboraciones
- Saúl Hernández - Mortal - Bajo en "Te levantaste" (2014)
- Pastilla - Vox Electra (disco) - Bajo en "Solamente" (1998)